# الطخري (أسلم)

تعديل مصدري - تعديل

الطخري هي إحدى قرى عزلة أسلم الشام بمديرية أسلم التابعة لمحافظة حجة، بلغ تعداد سكانها 162 نسمة حسب تعداد اليمن لعام 2004.